# Drzewo do samego nieba
Drzewo do samego nieba – opowiadanie dla dzieci autorstwa Marii Terlikowskiej z 1975 roku. 
W 2017 książka trafiła na listę lektur szkolnych Ministerstwa Edukacji Narodowej (klasy I-III).

## Treść
Akcja utworu toczy się prawdopodobnie w latach siedemdziesiątych XX wieku. Akcja skupia się wokół tytułowego drzewa, stojące na podwórku kamienicy. Drzewo jest centrum zabaw dla mieszkających tam dzieci, które przeżywają na nim wiele przygód. Pewnego dnia jednak przedstawiciele administracji budynku postanawiają, że drzewo zostanie ścięte, a chłopcy i inni mieszkańcy postanawiają je uratować.